# الدجاجة A
دجاجة A هي مجرة تتبع كوكبة الدجاجة. اكتشفها جروت ريبر في 1939.

## روابط خارجية
- الدجاجة A على موقع ويكي سكاي: DSS2, SDSS, GALEX, IRAS, Hydrogen α, X-Ray, Astrophoto, Sky Map, Articles and images